# Античупливост
Античупливостта, или още антикрехкост, е свойство на системи, които увеличават способността си да процъфтяват в резултат на стресови фактори, шокове, нестабилност, смущения, грешки, неизправности, атаки или провали. Концепцията е разработена от Насим Талеб в книгата му Antifragile и в технически статии. Както обяснява Талеб в книгата си, античупливостта е фундаментално различна от концепциите за устойчивост (т.е. способност за възстановяване от повреда) и здравина (т.е. способност да се устои на вреда). Идеята се прилага в сферате на анализ на рискове, физика, молекулярна биология, планиране на транспорта, инженерство, аерокосмическа техника (НАСА) и компютърни науки.
Талеб определя античупливостта по следния начин в писмо до Нейчър, в отговор на по-ранна рецензия на книгата му в това списание:
| „ | Просто казано, античупливостта се определя като изпъкнал отговор на стресов фактор или източник на вреда (в определен диапазон на вариация), което води до положителна чувствителност към увеличаване на променливостта (или вариабилността, стреса, разпръснатостта на резултатите или несигурността – събрани под обозначението „клъстер на безредие“). Подобно, чупливостта се определя като вдлъбната чувствителност към стресови фактори, водеща до отрицателна чувствителност към увеличаване на променливостта. Връзката между чупливостта, изпъкналостта и чувствителността с безредието е математическа, до колкото се получава чрез теорема, а не е извлечена от емпирични данни или някакъв исторически разказ. Тя е априорна. | “ |

## Математическа евристика
Талеб предлага проста евристика за откриване на чупливост. Ако {\displaystyle f(a)} е някакъв модел на {\displaystyle a}, тогава чупливост съществува, когато {\displaystyle H<0}, устойчивост съществува, когато {\displaystyle H=0}, а античупливост съществува, когато {\displaystyle H>0}, където
{\displaystyle H={\frac {f(a-\Delta )+f(a+\Delta )}{2}}-f(a)}.
Накратко, евристиката е да коригирате входните данни на модела по-високо и по-ниско. Ако средният резултат от модела след корекциите е значително по-лош от базовата линия на модела, тогава моделът е чуплив по отношение на този вход.

## Примери
Ето три примера на античупливост:
- Гора, чиито огньове гасим постоянно, е чуплива, защото липсата на пожари води до натрупване на листна маса и така в крайна сметка се случва голям пожар, който унищожава гората. Здравата гора е античуплива, когато пожарите (вредата) от време на време изчистват листната маса.
- Фирма, чиито резултатити се покачват по време на икономическа неставилност, е античуплива. Например такива са фирмите, чиито приходи са се качили по време на COVID-19.
- Екип, който преуспява в смутни времена, дори повече от нормалните си успехи в спокойни времена, е античуплив.